# Mazz Swift
Mazz Swift-Camlet (* um 1975 in Queens, New York City) ist eine amerikanische Musikerin (Violine, Gesang), die genreübergreifend tätig ist.

## Leben und Wirken
Swift wuchs in einer musikalischen Familie in New York City auf; auf eigenen Wunsch erhielt sie ab dem Alter von sechs Jahren eine klassische Ausbildung auf der Violine bei Elisabeth Small, Shirley Givens and Timothy Baker. Während ihrer Zeit auf der High School of the Performing Arts hatte sie ihren ersten Auftritt als Solistin in der Alice Tully Hall, wo sie neben Mitgliedern des New York Philharmonic Orchestra auftrat; dann studierte sie an der Juilliard School bei Stephen Klapp, um im dritten Jahr die Ausbildung abzubrechen.
Swift nahm 2002 mit Burnt Sugar, Vijay Iyer, Pete Cosey und Melvin Gibbs auf (The Rites). Seit dieser Zeit gehört sie zum Burnt Sugar The Arkestra Chamber, mit dem weitere Alben entstanden. Weiterhin arbeitete sie mit Whitney Houston, Perry Farrell, Dee Snider, James Blood Ulmer, Vernon Reid, Valerie June, DJ Logic, William Parker, Jason Lindner, Kanye West, Caroline Davis (Portals, Volume 1: Mourning), Joseph Daley (Portraits: Wind, Thunder and Love, 2014) und bei D’Angelos Vanguard Strings. Auch nahm sie mit Brass Against, Ghost Train Orchestra, Hazmat Modine, Anthony Braxtons Tri-Centric Orchestra, Third Coast Ensemble und Trigger auf.
Swift bildete 2009 mit Tomeka Reid am Cello und Silvia Bolognesi am Kontrabass das Improvisationstrio Hear in Now, das mehrere Alben einspielte; mit diesem Trio, für das sie auch komponiert, vervollständigte sie 2017 das Sextett von Roscoe Mitchell in seiner Hommage an John Coltrane. Als Solistin tritt sie unter dem Namen MazzMuse auf. In Budapest arbeitet sie in den Projekten Budapest Bár und Fire + Fire (Gypsy Meets Black). Zu hören ist sie u. a. auch auf Ingrid Laubrocks Album The Last Quiet Place (2023) und Matana Roberts’ Coin Coin Chapter Five: In the Garden… (2023). Unter eigenem Namen legte sie 2024 das Album The 10000 Things: PRAISE SONGS for the IRiligious vor.
Swift gehört zum künstlerischen Vorstand der in Jersey City ansässigen Kammermusikgesellschaft Con Vivo. Sie trat auf Festivals in den Vereinigten Staaten, Kanada, Neuseeland, West-, Mittel- und Osteuropa und Russland auf und tourte auch in Afrika und Lateinamerika.